# Championnats de France d'athlétisme 1909
Navigation
Championnats 1908 Championnats 1910

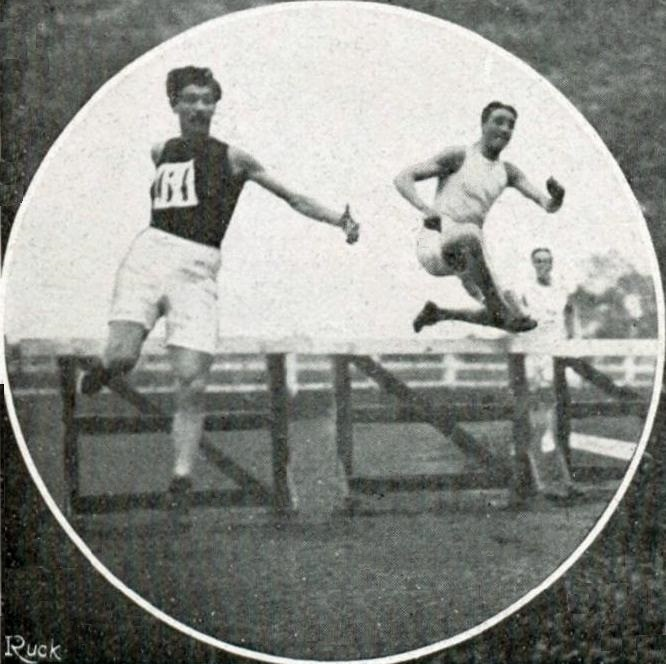
Charles Hervoche (à G.), champion de France du 110 mètres haies en 1909 (et du saut en longueur en 1907 et 1908).

Les Championnats de France d'athlétisme 1909 ont eu lieu le 27 juin 1909 à Colombes.

## Palmarès
| Discipline                 | Athlète          | Performance   |
| -------------------------- | ---------------- | ------------- |
| 100 m                      | Pierre Failliot  | 11 s 8        |
| 400 m                      | Pierre Failliot  | 51 s 2        |
| 800 m                      | Joseph Caulle    | 2 min 1 s 0   |
| 1 500 m                    | Jacques Versel   | 4 min 16 s 0  |
| 1 500 m                    | Paul Lizandier   | 16 min 30 s 6 |
| 110 m haies                | Charles Hervoche | 17 s 2        |
| 400 m haies                | Pierre Failliot  | 57 s 2        |
| Steeple                    | Paul Lizandier   | 14 min 0 s 6  |
| Saut en hauteur            | Géo André        | 1,70 m        |
| Saut en hauteur sans élan  | Géo André        | 1,51 m        |
| Saut à la perche           | Paul Lagarde     | 3,40 m        |
| Saut en longueur           | Henri Gutierrez  | 6,24 m        |
| Saut en longueur sans élan | Alfred Motté     | 3,11 m        |
| Lancer du poids            | Louis Vasseur    | 12,78 m       |
| Lancer du disque           | André Tison      | 41,25 m       |